# 岭东画派
岭东画派是中国广东省潮汕籍画家组成的一个画派，从本质上师承海上画派，故又有广东海派之称。受闽、沪等江南画风的影响较大，重笔墨、讲格调、清高野逸、推崇写意。

## 名称
岭东画派名称来源于1931年的《岭东名画集》，吴子寿在画集序中还有这样的言语“他日岭东画家作品，抗衡于域中”。 到了1982年春，刘海粟到汕头出席“元宵画会”，对潮汕画家提出：“潮汕画家队伍不小，力量雄厚，要敢闯，要有自己的风格，形成潮汕画派。我反对搞宗派，但提倡画派。”其后，谢海燕也附和刘海粟的说法。不过在当代，潮汕画家虽几乎占据广东画坛的半壁江山，但潮籍画家罗宗海并不主张“岭东画派”的提法，缘故是，现潮汕籍画家的艺术面貌非常多元。

## 历史
二十世纪二十年代开始，诸多潮汕人北上上海美专学习，学成后大都返回潮汕本土从事美术教育，因此培育了一批具有海上画派风格的潮汕画家。三十年代初，为了抗衡包括当时借助政治力量发展的岭南画派在内的域中诸画派，潮汕画家由孙裴谷、范昌乾等人牵头，在汕头组织“艺涛画社”。并于1931年出版《岭东名画集》。

## 人物
- 孙裴谷
- 范昌乾
- 孙星阁
- 刘昌潮
- 王显诏
- 王逊
- 王兰若